# Prosymna angolensis
Prosymna angolensis — вид змій родини Prosymnidae. Мешкає в Південній Африці.

## Поширення і екологія
Prosymna angolensis мешкають на півдні Анголи, на північному сході Намібії, в Ботсвані, західній Замбії і північно-західному Зімбабве. Вони живуть в сухих саванах, на висоті від 600 до 2000 м над рівнем моря.